# 洛根維爾 (喬治亞州)
洛根維爾（英語：Loganville）是一個位於美國喬治亞州格威內特縣和沃爾頓縣的城市。

## 地理
洛根維爾的座標為33°50′20″N 83°53′53″W / 33.83889°N 83.89806°W，而該地的平均海拔高度為305米（即1001英尺）。

## 人口
根據2010年美國人口普查的數據，洛根維爾的面積為19.10平方千米，當中陸地面積為19.00平方千米，而水域面積為0.10平方千米。當地共有人口10458人，而人口密度為每平方千米547.54人。